# وایت اسپرینگز (فلوریدا)
وایت اسپرینگز (به انگلیسی: White Springs) شهری در شهرستان همیلتون ایالت فلوریدا است که در سال ۱۸۸۵ بنیان‌گذاری شده‌است. این شهر طبق سرشماری سال ۲۰۱۰ میلادی، ۷۷۷ نفر جمعیت داشته و مساحت آن نیز ۴٫۸ کیلومتر مربع است.